# 田文魁
田文魁（？—1914年6月22日），字云卿，贵州人。中国民主革命家。

## 生平
1914年，张百麟等人接到贵州的报告，得知袁世凯将原贵州都督杨荩诚在上海所购的军械调拨给护军使刘显世，该批军械将取道湘西运往贵州。他们遂派凌霄潜赴湖南，组织劫夺军械，并就地起义。凌霄到常德后，准备了两个方案，一是起义成功便占领湘西，二是起义不成便炸毁该批军械。田文魁在起义中奉命到常德打探冯云亭、欧阳煜等人的下落，并准备参与起义。因事泄，起义未举行便被镇压。凌霄、欧阳煜、李贵成（惠臣）、田文魁（云卿）等人在常德被汤芗铭部逮捕，后于6月22日被执行枪决（其中凌霄中弹未死，后逃走）。田文魁去世时年仅23岁。
他在被捕后的供词如下：
三、田云卿供称：年二十三岁，贵州人。于五月间来常德探听冯云亭、欧阳煜等下落，进行如何，以便帮同运动贵州军火。如将此项军火到手后，即行勾通退伍目兵在常起事。不幸被获，请速处决。